# Niemieckie Towarzystwo Teriologiczne
Niemieckie Towarzystwo Teriologiczne, Niemieckie Towarzystwo Teriologów (Deutsche Gesellschaft für Säugetierkunde e.V.) – działające w Niemczech niedochodowe, społeczne stowarzyszenie naukowe zajmujące się badaniami i ochroną ssaków. Założone zostało przez berlińskiego malarza Carla Ludwiga Hartiga w marcu 1926, co czyni je drugim najstarszym na świecie towarzystwem teriologicznym. Członkostwo jest otwarte dla osób fizycznych lub prawnych, które wspierają jego działania i cele.  
Symbolem stowarzyszenia jest wizerunek okapi, otoczony okręgiem i napisem Deutsche Gesellschaft für Säugetierkunde e.V. Berlin. Towarzystwo wydaje czasopismo Zeitschrift für Säugetierkunde, które z czasem otrzymało podtytuł International Journal of Mammalian Biology (od 2001 Mammalian Biology). Rocznie pojawia się sześć tomów periodyku, w którym publikowane są oryginalne artykuły z dziedziny teriologii.
Każdego roku we wrześniu odbywa się kilkudniowe sympozjum z wykładami i spotkaniami plenarnymi. 

## Literatura
- Rainer Hutterer: Berlin und die Deutsche Gesellschaft für Säugetierkunde. "Bongo. Beiträge zur Tiergärtnerei und Jahresberichte aus dem Zoo Berlin". 2001. ISSN 0174-4038. Brak numerów stron w książce[1]